# August Engelhard von Nathusius

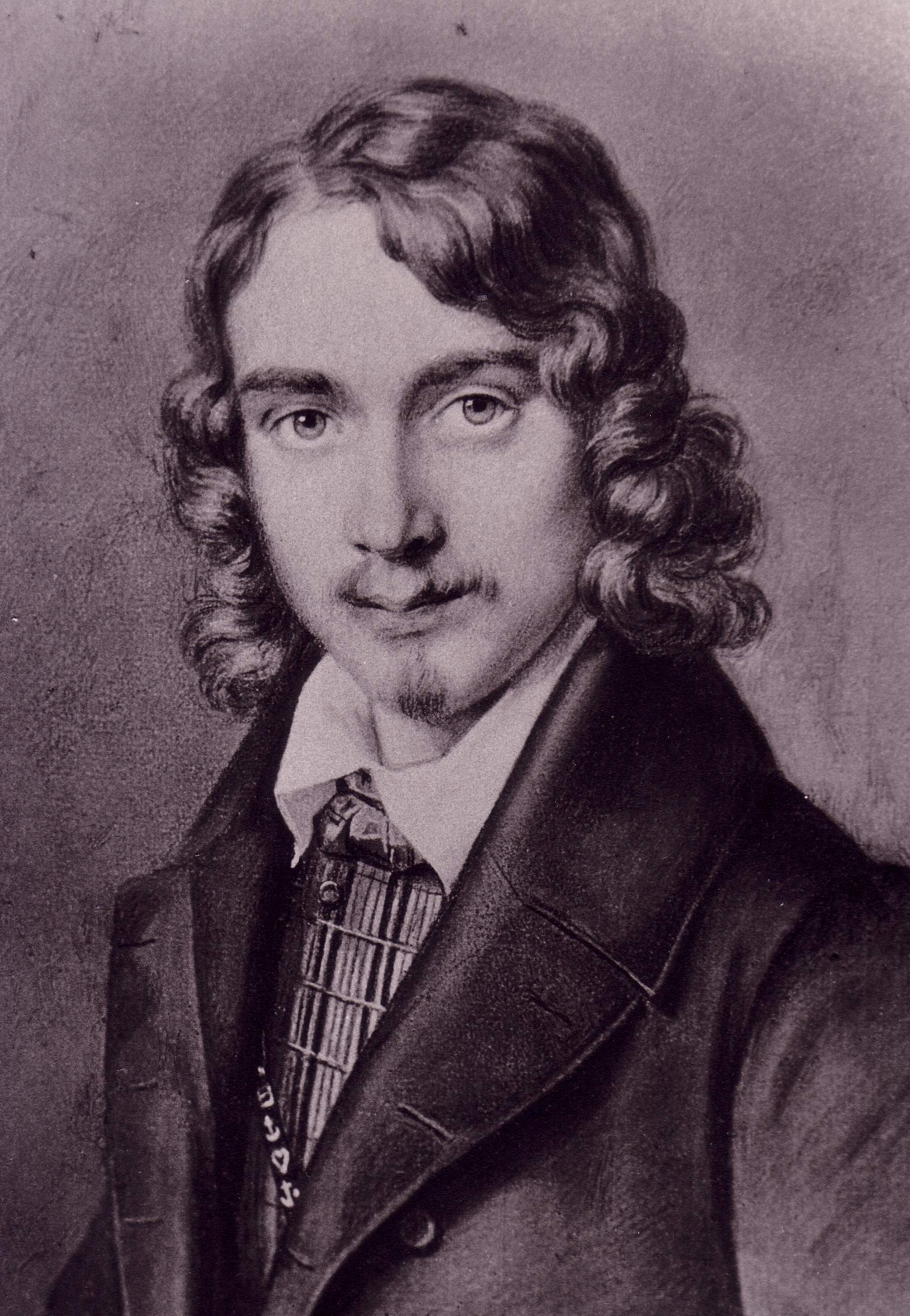
August Engelhard Nathusius, Zeichnung um 1835

August Engelhard Nathusius, seit 1861 von Nathusius, (* 22. September 1818 in Althaldensleben; † 9. September 1884 in Meyendorf) war ein deutscher Gutsbesitzer, Pflanzen- und Tierzüchter.

## Herkunft
Nathusius wurde als fünftes von acht Kindern des Industriellen und Großgrundbesitzers Johann Gottlob Nathusius und seiner Frau Luise, geb. Engelhard auf dem väterlichen Gutsbesitz, dem säkularisierten Kloster in Althaldensleben geboren. Seine Vorfahren väterlicherseits lebten in der Ober- und Niederlausitz. Seine Großmutter mütterlicherseits war die Dichterin Philippine Engelhard, geb. Gatterer. 
Nathusius hatte sechs Brüder, darunter Hermann von Nathusius (1809–1879), den Besitzer auf Schloss Hundisburg, Philipp von Nathusius, Mitbegründer der Neinstedter Anstalten, Wilhelm von Nathusius (1821–1899), einen Politiker und Wissenschaftler, sowie Heinrich von Nathusius, Gutsbesitzer in Althaldensleben und ebenfalls Züchter.
Zu seiner jüngeren Schwester Johanne Nathusius (1828–1895) hatte er stets ein sehr enges Verhältnis und unterstützte sie finanziell wie auch als Berater bei der Gestaltung und Führung des von ihr gegründeten Elisabethstiftes in Neinstedt. Bis zu seinem Tode war er Vorstand der Elisabethstiftung.

## Jugend
Nathusius wurde von Hauslehrern unterrichtet. Bereits mit 15 Jahren hatte er ersten Leitungsaufgaben (Rechnungsprüfer) in der familieneigenen Obstweinkellerei in Althaldensleben nachzukommen. Später erhielt er eine kaufmännische Ausbildung und unterstützte seinen Bruder Philipp bei der Verwaltung des ehemaligen Klostergutes Althaldensleben. Mit seinem Hauslehrer Carl Julius Elster unternahm Nathusius zwischen 1837 und 1839 Bildungsreisen nach Italien, Frankreich und England.

## Wirken auf dem Klostergut Meyendorf
Einige Jahre nach dem Tod von Johann Gottlob Nathusius übernahm sein Sohn August 1840 das ebenfalls 1810 säkularisierte Klostergut Meyendorf (vormals ein Besitz des Zisterzienser-Ordens) sowie das Gut Gehringsdorf (mit seinem von 1709 bis 1733 erbauten Herrenhaus) – ein Vorwerk des Klostergutes. Zwischen 1830 und 1840 war das Klostergut an die im benachbarten Schermcke begüterte Familie des Oberamtmannes Adolph Strauß verpachtet. Den Gehringsdorfer Hof verkaufte Nathusius allerdings bereits 1850 an den Halberstädter Amtmann Erich Crome. Meyendorf und Gehringsdorf hatte sein Vater 1830 von Peter August Coqui (1773–1856), dem Begründer der Korporation der Magdeburger Kaufmannschaft, eines Vorläufers der späteren Industrie- und Handelskammer, erworben. Coqui war der Sohn des Magdeburger Kaufmanns und Bürgermeisters der Pfälzer Kolonie, Johann Kaspar Coqui (1747–1824), der die beiden Güter 1812 erworben hatte. Das 834 Hektar große Klostergut fiel nach dem Tod des August von Nathusius an seinen Sohn Richard von Nathusius (1857–1924), der es selber nie bewirtschaftete, sondern im April 1891 an die Saatzuchtgesellschaft Rabbethge und Giesecke verpachtete. Nach dessen Tode entstand eine Nathusius’sche Erbengemeinschaft als Nutznießerin des weiterhin verpachteten Gutes. 1945 wurde der Besitz im Zuge der Bodenreform enteignet.
Nach der Übernahme 1840 entwickelte August Nathusius das Klostergut schnell zu einem modern geführten Gutsbetrieb. Er vollendete die noch von seinem Vater begonnene Anlage eines großen Landschaftsparks. Dieser Park ist heute denkmal- und naturgeschützt. Er verbindet Meyendorf mit der Ortschaft Remkersleben, zu der Meyendorf (als Ortsteil) heute gehört. Der Park, wie auch eine große Bildersammlung, zogen viele gelehrte Besucher an, so auch den Dichter Hoffmann von Fallersleben, der mehrfach Unterkunft und Asyl in Althaldensleben und Königsborn auf seiner mehrjährigen Flucht durch Deutschland fand, den Besitzungen der Brüder Philipp und Wilhelm Nathusius. Bei einem Besuche (1846) in Meyendorf überließ Fallersleben dem Hausherrn seine Sammlung von teilweise wertvollen Bildnissen deutscher Dichter.
1846 initiierte Nathusius die Gründung des landwirtschaftlichen Vereins im benachbarten Seehausen. Dort nahm er viele Jahre lang leitende Funktionen wahr. Ebenso engagierte er sich lange in der Ritterschaftlichen Feuersocietät des Fürstentums Halberstadt. 1865 gründete er in Meyendorf eine Gutsbrauerei, die noch von seinem Sohn Richard, unter Rittergutsbrauerei R. von Nathusius firmierend, fortgeführt wurde.
1852 begann er mit der Zucht von Rindern und Pferden. In der Rindviehzucht konnte er wesentliche Erfolge mit Shorthorn-Holländer-Kreuzungen erzielen. Auch in der Zucht von schweren Schrittpferden war er erfolgreich. Für die seit 1853 gezüchteten Percheron-Pferde (Kaltblüter) erhielt er mehrfach Auszeichnungen – auf nationalen wie internationalen landwirtschaftlichen Ausstellungen. 1861 wurde er anlässlich der Krönung Wilhelms I. wegen seiner Verdienste um Landwirtschaft und Tierzucht geadelt.
1855 wurde dem vormaligen Klostergut Meyendorf der Status eines „Ritterguts“ zuerkannt und damit dem Besitzer als Mitglied des Provinziallandtages der preußischen Provinz Sachsen, der abwechselnd in Magdeburg und Merseburg tagte, die Landtagsfähigkeit zugesprochen – eine Funktion, die Nathusius in den folgenden Jahren mehrfach ausübte.
August von Nathusius wurde im Park des Meyendorfer Klostergutes beigesetzt.

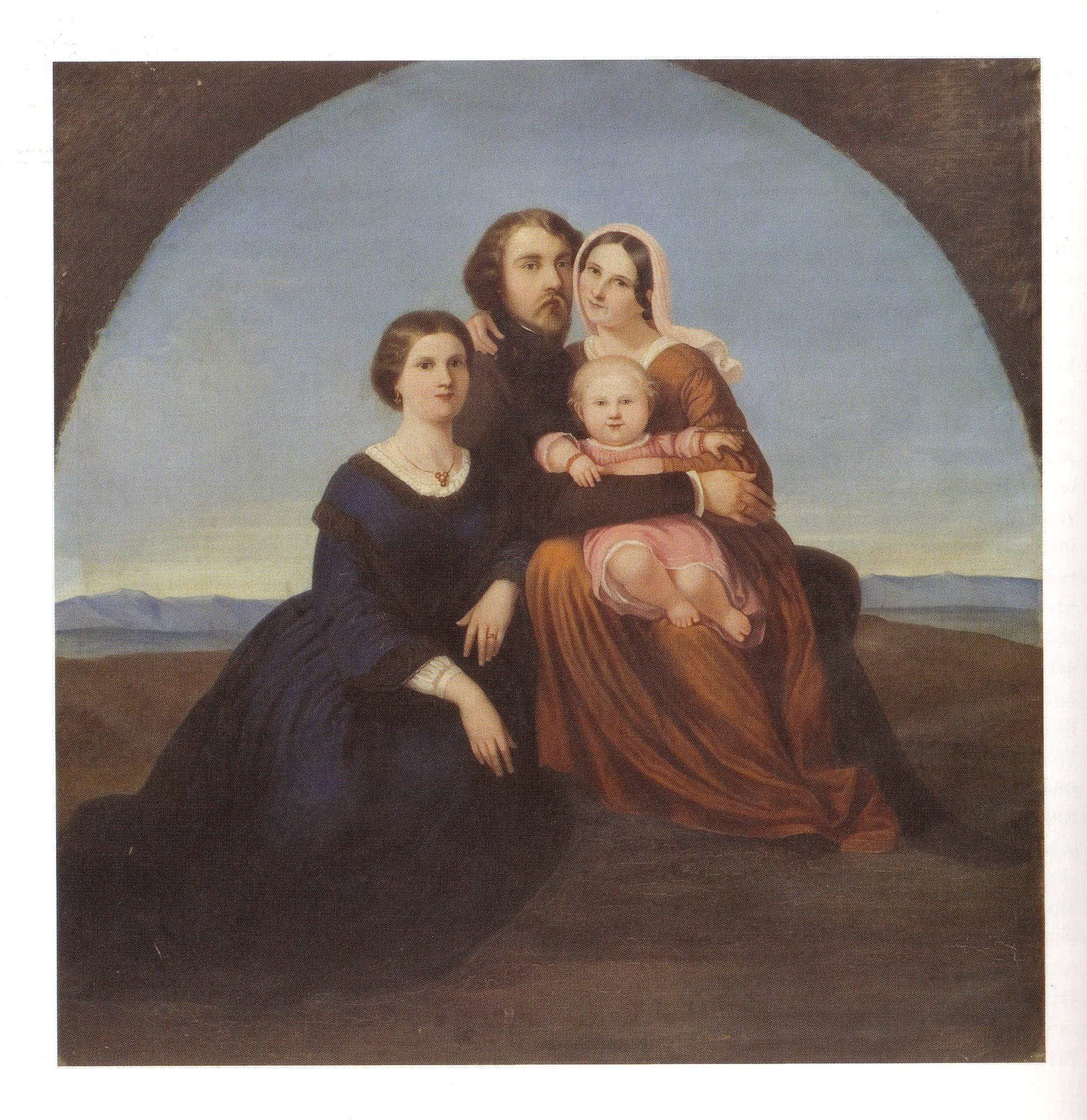
Familienbildnis: August Engelhard von Nathusius mit seiner Frau Johanne und Tochter Luise, links Johanne Philippine Nathusius, Gemälde von Rudolf Elster (1820–1872)

## Familie
Am 6. September 1841 heiratete Nathusius in erster Ehe Johanne Engelhard (1817–1859), Tochter des Obergerichtsdirektors in Kassel, Wilhelm Gotthelf Engelhard (1785–1848) und der Karoline, geb. Heym (1795–1821). Aus dieser Ehe gingen mehrere Kinder hervor:
- Sohn († 23. Juli 1842)
- Luise Johanna (* 6. Dezember 1843)
- August Wilhelm Engelhard (1846–1852)
- Marianne Engelharde (* 15. November 1847; † 10. Februar 1941) ⚭ 1874 Adolf Eduard Georg von Ochs (1839–1908), preußischer Major, Sohn von Carl von Ochs
- Gottlob Wilhelm Engelhard (* 11. Oktober 1849; † 5. März 1902)
- Johanne Luise Auguste (* 9. September 1851; † 15. Juli 1934) ⚭ 1876 Erich von Gustedt (* 23. Februar 1849; † 21. Dezember 1928)
- Elisabeth Bertha (* 3. Juli 1853; † 10. August 1898)
- Engelhard Johannes Karl (* 28. April 1855; † 15. Oktober 1912)
- Richard Heinrich Engelhard (* 23. April 1857; † 29. Februar 1924)

⚭ 1891 Anna Clara Schimonsky (* 23. März 1864; † 21. Januar 1906)
⚭ 1914 Hedwig Drechsel
- Marie Johanne (1859–1859)

Nach dem Tode seiner ersten Frau heiratete Nathusius im April 1861 Bertha Gloël (1823–1903), die Tochter des Pfarrers und Superintendenten Christian Simon David Gloël (1793–1879) und der Albertine, geb. Rathmann (1795–1832). Aus dieser Verbindung stammten weitere zwei Kinder:
- Bertha Luise Therese (* 29. Mai 1862)
- David August Engelhard (* 14. April 1864), Referendar a. D.

## Veröffentlichungen
- Noch einige Worte über den Erdäpfelbau. In: Zeitschrift des landwirthschaftlichen Central-Vereins der Provinz Sachsen. Nr. 15, 1858, S. 58–60.
- Die frühzeitige Ausbildung der Percherons schon im Mutterleibe. In: Zeitschrift des landwirthschaftlichen Central-Vereins der Provinz Sachsen. Nr. 21, 1864, S. 8–11.
- Fütterungsversuche mit Cocoskuchen. In: Zeitschrift des landwirthschaftlichen Central-Vereins der Provinz Sachsen. Nr. 28, 1871, S. 10.
- Schutz gegen Kleeseide. In: Zeitschrift des landwirthschaftlichen Central-Vereins der Provinz Sachsen. Nr. 34, 1877, S. 70f.